# Anna Ekström
Anna Elsa Gunilla Ekström, née le 23 juin 1959 à Mora, est une femme politique suédoise. Membre du Parti social-démocrate suédois des travailleurs (SAP), elle est ministre de l'Enseignement secondaire et de l'Éducation des adultes au sein du gouvernement Löfven de 2016 à 2022.

## Biographie
Après des études d'histoire, elle obtient un Master en droit à l'université de Stockholm en 1988.
Entre 1999 et 2001, elle est secrétaire d'État auprès du ministère de l'Emploi puis de celui de l'Entreprise, de l’Énergie et des Communications. De 2011 à 2016, elle est directrice générale de l'Agence nationale pour l'Éducation.
De 2016 à 2019, elle est ministre de l'Enseignement secondaire et de l'Éducation des adultes, puis ministre de l'éducation de 2019 à 2022.